# Naeem Mubarak
Naeem Saed Mubarak Faraj (arabe : نعيم سعد مبارك فرج) (né le 11 octobre 1957 au Koweït) est un footballeur international koweïtien, qui évoluait au poste de défenseur.

## Biographie

### Carrière en sélection
Avec l'équipe du Koweït, il a joué 11 matchs (pour aucun but inscrit) entre 1980 et 1982. Il figure dans le groupe des sélectionnés lors de la coupe du monde de 1982.
Il a également participé à la Coupe d'Asie des nations de 1984, ainsi qu'aux JO de 1980.

## Palmarès
Avec Al Tadamon, il est finaliste de la Coupe du Koweït en 1984.